# Södermöja
Södermöja är en 3 km lång ö i Stockholms skärgård som ligger söder om Möja. Det som skiljer de båda öarna åt är ett smalt sund, kallat Möjaström. Avståndet till Sollenkroka är ungefär 9 km. Ön är inte direkt någon turistö. Hela ön är privatägd och består mest av tomtmark eller skog.
På Södermöja finns Byn, Vackra Vägen, Kuggvik, Prästkilen och Fornbyfladen. Ön har en fast befolkning på ca 10 personer, och en stor fritidsbefolkning året runt.
Waxholmsbolaget båtar från Stockholm och Vaxholm angör Södermöja året om.

## Sevärdheter

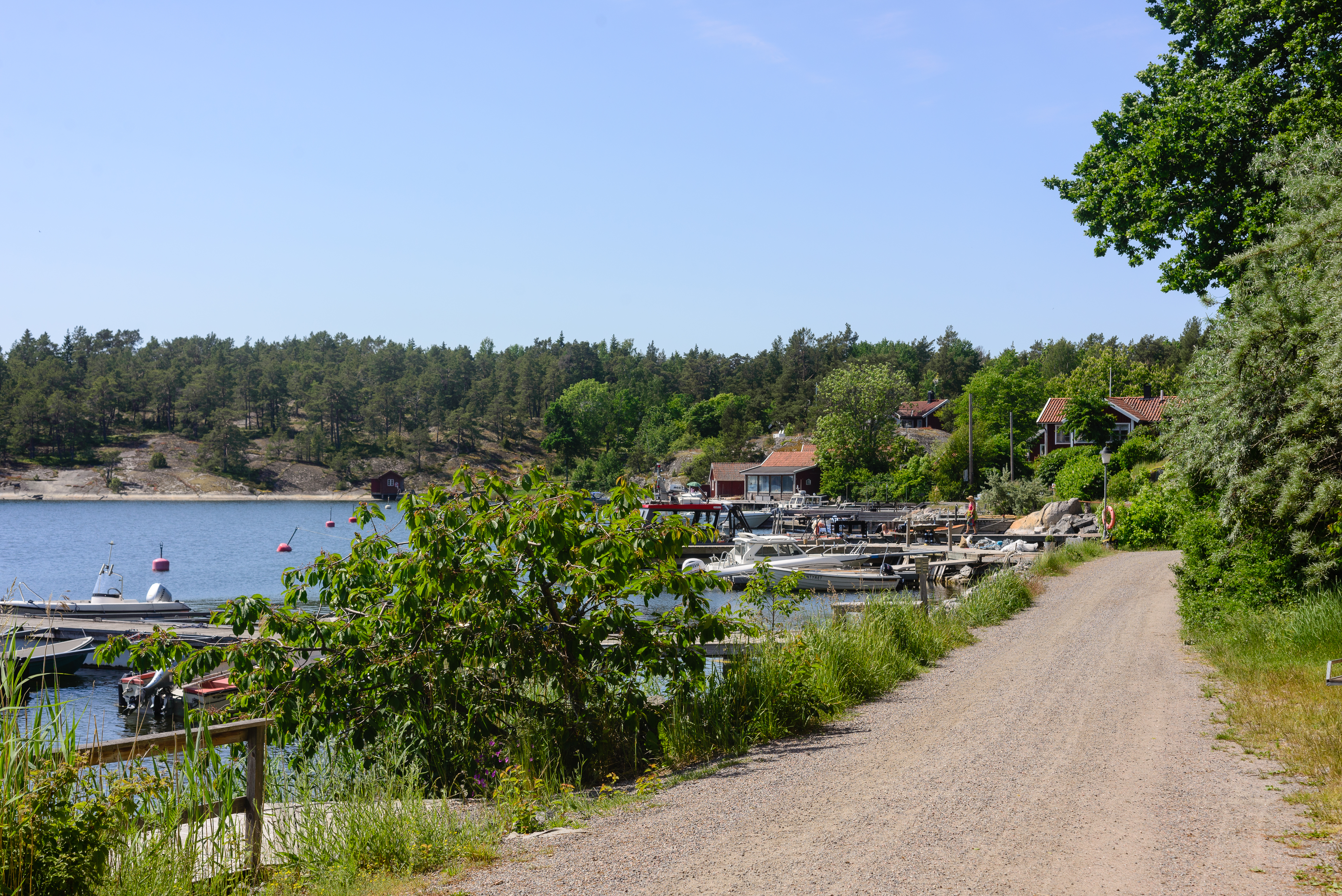
Nordöstra delen av Södermöja med samlad bebyggelse och bryggor.

Cirka 200 meter från ångbåtsbryggan ligger det före detta pensionatet Strandvik. Pensionatet är mest känt för att det var här Rönnerdahl dansade med Eva Liljebäck i Evert Taubes visa "Dansen på Sunnanö". Taube skrev visan när han gästade bekanta på Byholmen som ligger strax öster om Södermöja. Idag används huset som vandrarhem. Södermöja har också två ryssugnar.

## Naturen
Skogen på Södermöja består mest av vildvuxen granskog med inslag av bland annat tall, en, björk, al och ek. På marken växer blåbär, lingon, ormbunkar, älggräs och en och annan nattviol. På flera platser syns rester av det gamla jordbruket genom igenväxta hagar och gammalt stängsel.

## Badmöjligheter
Den mesta sjönära marken är privat tomtmark och det är på flera ställen svårt att ta sig ner till vattnet. Vid ångbåtsbryggan på norra udden går det att hoppa ifrån bryggan eller klipporna bredvid. Klippor finns också strax norr om  bryggan i Kuggvik vid vägens södra ände. Sandstranden på södra sidan av bryggan är privat område. Det finns även en liten gemensam anlagd sandstrand i byn strax söder om det gamla pensionatet.